# فيلي هندرسون
فيلي هندرسون (بالإنجليزية: Willie Henderson)‏ (24 يناير 1944 في المملكة المتحدة - ) هو لاعب كرة قدم بريطاني في مركز جناح ‏. شارك مع منتخب اسكتلندا لكرة القدم. أما مع النوادي، فقد لعب مع شيفيلد وينزداي وكوينزلاند ليونز ونادي رينجرز ونادي أردريونيانز وهونغ كونغ رينجرز وميامي طوروز ‏ ونادي ديربن يونايتد ‏ ورابطة كرة القدم الاسكتلندية الحادية عشر ‏.

## وصلات خارجية
- فيلي هندرسون على موقع الاتحاد الإسكتلندي (الإنجليزية)
- فيلي هندرسون على موقع قاعدة بيانات كرة القدم.إي يو (الإنجليزية)
- فيلي هندرسون على موقع ناشيونال فوتبول تيمز (الإنجليزية)